# I am a child
I am a child is een lied van Buffalo Springfield dat werd geschreven door Neil Young. Het werd in 1968 voor het eerst uitgebracht op het album Last time around.

## Achtergrond en stijl
Young schreef het na een periode waarin de leden van Buffalo Springfield hectische tijden achter de rug hadden, niet in het minst vanwege de verstoorde relaties onderling. Bij het uitkomen van Last time around was het dan ook al duidelijk dat dit het laatste album zou zijn dat ze uitbrachten.
In dit nummer lijkt er rust in Young te zijn gekomen en wijzigt hij zijn stijl in de richting van de countrymuziek. Hij speelde het met een akoestische gitaar en een mondharmonica. Ook na het uiteenvallen van Buffalo Springfield keerde het nummer nog geregeld terug in zijn repertoire en op live- en verzamelalbums. 
Het is het goed te horen dat Young in die tijd een fan was van de singer-songwriter Tim Hardin. Volgens het muziektijdschrift Rolling Stone zou dit nummer zelfs nog meer naar Hardin klinken dan het werk van Hardin zelf. Daarnaast wordt I am a child in net zo'n countryfolk-stemming opgevoerd als Hardin het deed. De harmonicamelodie heeft volgens het tijdschrift veel weg van Back home in Indiana van Herb Shriner (1918-1970).

## Covers
Verschillende artiesten brachten een cover uit op een album, zoals Chris Smither (I'm a stranger too, 1970), Britta Phillips (Cinnamon girl, 2008) en Nils Lofgren (The loner (Nils sings Neil), 2008).